# Puerta de San Lorenzo
La Puerta de San Lorenzo es una barbacana que se construyó en el siglo XIII como parte de las fortificaciones amuralladas de la ciudad medieval de Drogheda en Irlanda. Se trata de una barbacana de vanguardia que se encontraba directamente fuera de la puerta original de la que no sobrevive ningún rastro. Ha sido descrita como una de los mejores de su tipo, y está designada como monumento nacional. Los nombres originales de la calle Lorenzo y Puerta de San Lorenzo fueron Calle Grande del Este y Gran Puerta del Este, respectivamente. En el siglo XIV, se cambió el nombre de la calle y la puerta porque conducían al hospital de San Lorenzo, que se encontraba cerca de la iglesia de Cord.

## Estructura
La estructura consta de dos torres, cada una con cuatro pisos, unidas por un puente en la parte superior, y un arco de entrada a nivel de la calle. La entrada se gana por un tramo de escaleras en la torre sur. Hay un hueco debajo del arco desde donde originalmente se podía subir y bajar un rastrillo. 
Los historiadores se han preguntado por qué se construyó una gran barbacana en el este de la ciudad, cuando la arteria principal que la atraviesa siempre ha sido norte/sur. En comparación, una barbacana similar en Canterbury tiene menos de la mitad de la altura que la Puerta de San Lorenzo. Sin embargo, desde la parte superior de la Puerta, se puede observar el estuario del Boyne y un tramo de río de cuatro millas desde allí hasta Drogheda. Este es, por lo tanto, el único punto en la ciudad con una visión clara de una posible invasión por mar. Las primeras imágenes que se tienen de la Puerta de San Lorenzo muestran que había una plataforma elevada formando un mirador en la parte superior de la torre sur para proporcionar un lugar de observación aún más alto.
Una parte de la muralla de la ciudad aun permanece al sur de la Puerta de San Lorenzo. Al norte de la Puerta, la muralla llegaba hasta el Palace St/King St, donde hoy se encuentra un sendero. La profundidad de los sótanos de las casas y el Centro de Educación Continua en King Street sugieren la presencia de un foso profundo fuera de la pared. A lo largo de los siglos, cuando las paredes y las puertas se deterioraron, las piedras de los escombros se reutilizaron en edificios posteriores. Por ejemplo, la casa y las paredes en la esquina de la calle Lorenzo y Palace Street y las paredes de piedra en Francis Street. Las imágenes más antiguas muestran que una caseta de peaje y una casa de entrada permanecieron hasta principios del siglo XIX. La tienda situada al lado de Laurence's Gate era una tienda de bicicletas a principios del siglo XX. El buzón verde data de una época en que había una oficina postal allí.

## Galería

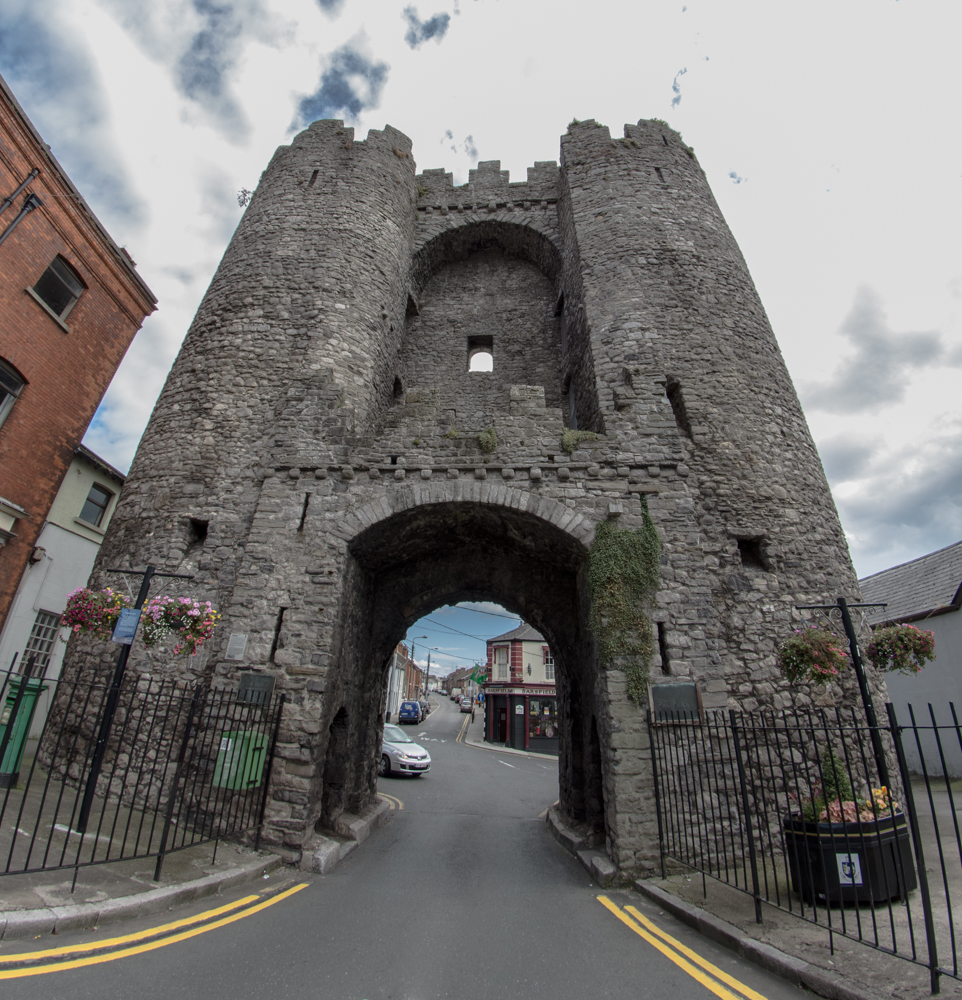
Cerca de la puerta
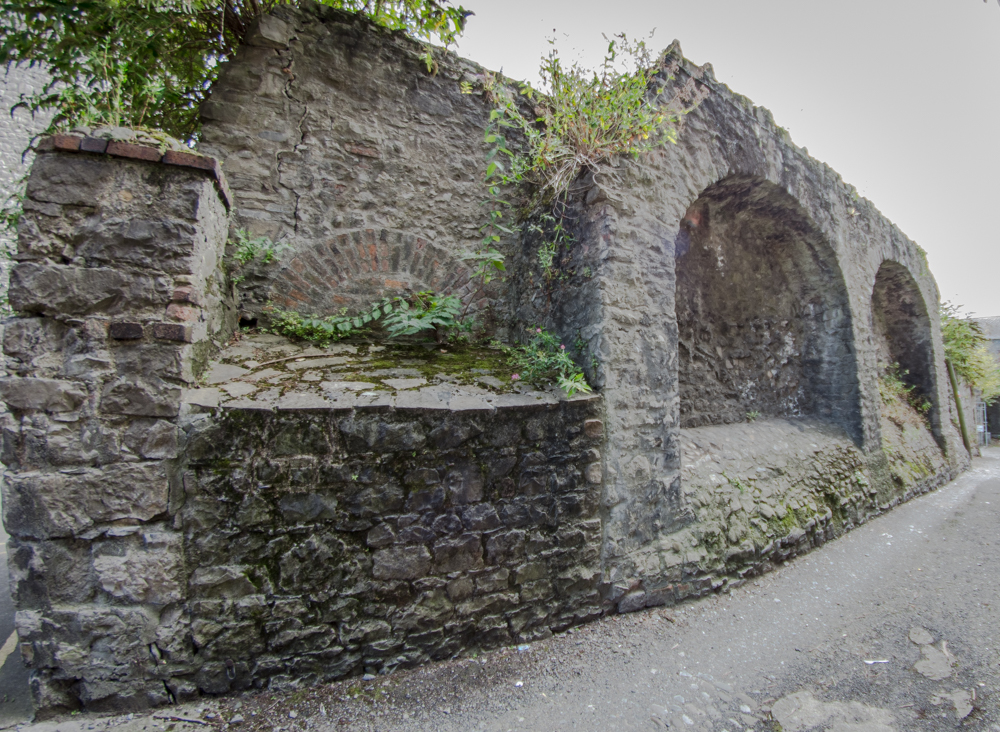
La muralla de Drogheda se extiende junto a St. Laurence Gate en Featherbed Lane.
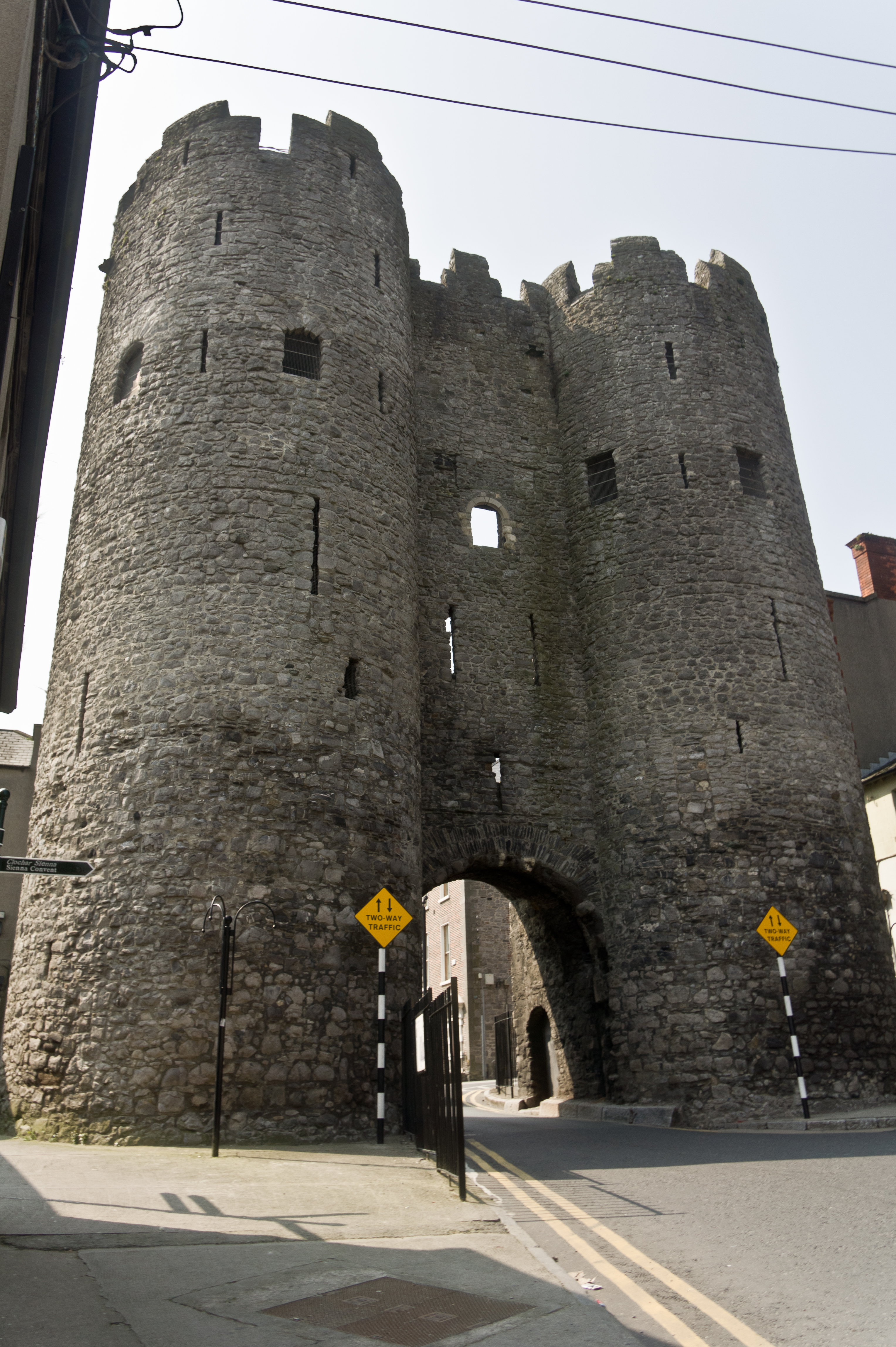
La puerta vista desde lo alto de la calle Constitution Hill.
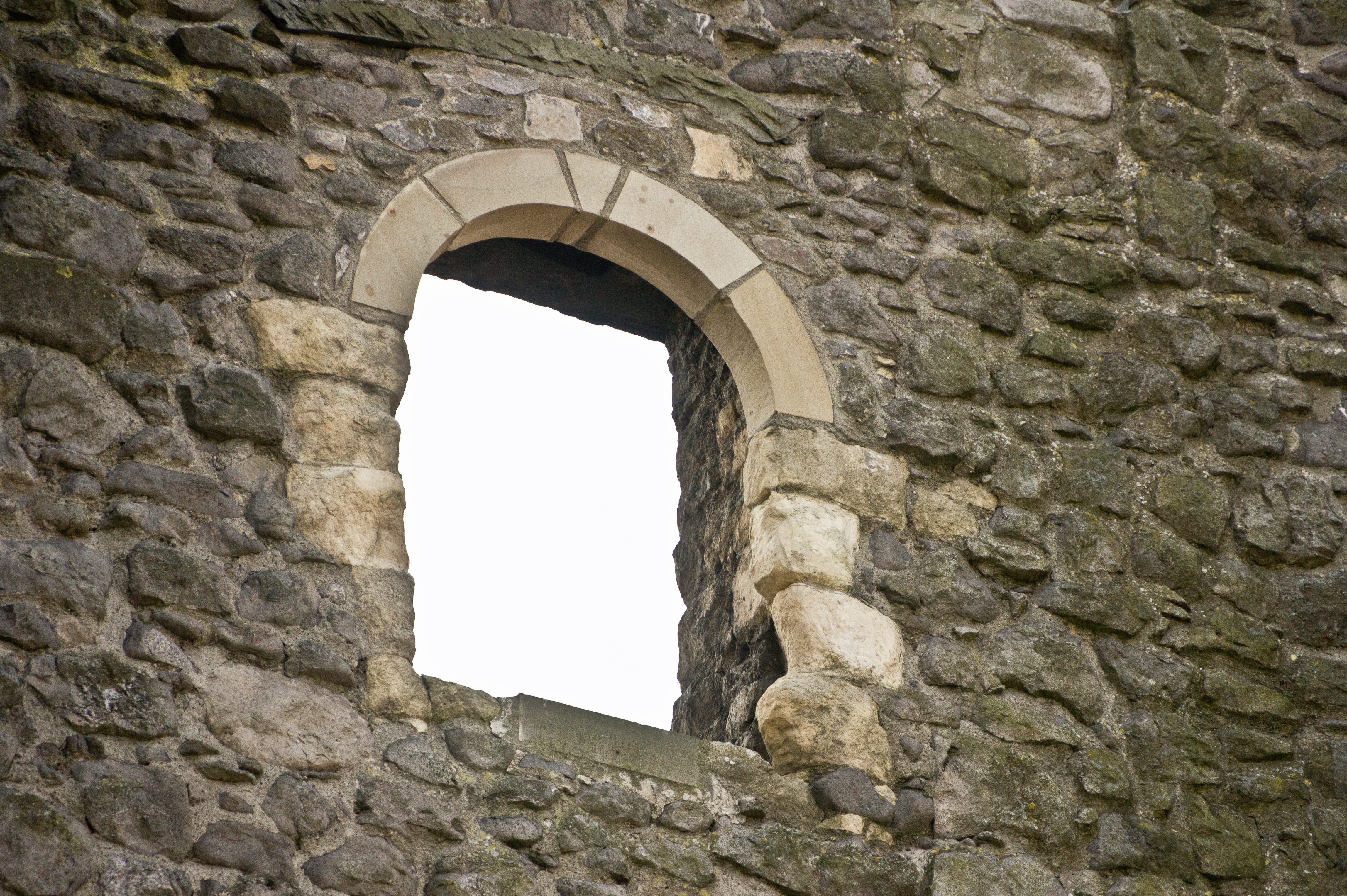
Mirador en el centro de la puerta.